# Flumet
Flumet – miejscowość i gmina we Francji, w regionie Owernia-Rodan-Alpy, w departamencie Sabaudia.
Według danych na rok 1990 gminę zamieszkiwało 760 osób, a gęstość zaludnienia wynosiła 44 osób/km² (wśród 2880 gmin regionu Rodan-Alpy Flumet plasuje się na 936. miejscu pod względem liczby ludności, natomiast pod względem powierzchni na miejscu 637.).